# Departamento de Likouala
Likouala es un departamento de la República del Congo situado en el norte del país. Limita con los departamentos de Cuvette y Sangha e internacionalmente con la República Centroafricana y la República democrática del Congo.

## Geografía
Tiene una superficie de 66 044 km². En 2007 tenía una población de 154 115 habitantes.
El departamento tiene una importante red hídrica. Los principales ríos son Oubangui, Likouala-aux-herbes, Libenga y Motaba
La capital es Impfondo. Entre sus principales ciudades se incluyen Epena y Dongou.
El departamento tiene los siguientes límites:
| Noroeste: Sangha-Mbaéré, República Centroafricana | Norte: Lobaye, República Centroafricana | Noreste: Ubangi del Sur, República Democrática del Congo |
| Oeste: Departamento de Sangha                     |                                         | Este: Équateur, República Democrática del Congo          |
| Suroeste: Departamento de Cuvette                 | Sur: Departamento de Cuvette            | Sureste: Équateur, República Democrática del Congo       |

## División administrativa
Se divide en siete distritos:
- Impfondo
- Epéna
- Dongou
- Bétou
- Bouanéla
- Enyellé
- Liranga